# 藍美津
藍美津（1944年9月7日—），台灣政治人物，曾代表民主進步黨任職立法委員及多屆臺北市議員，是第一位黨外的女議員，因質詢風格犀利並且有條有理、不慍不火，因此被譽為「藍大砲」，是臺北市南區具有政治勢力的政治人物之一，2008年黨內立委初選落敗後淡出政壇。

## 家庭
其丈夫為曾任中華民國國策顧問及立法委員的黃天福，而黃天福的兄長則是臺灣黨外政治代表人物、民主進步黨前主席黃信介。其弟藍世聰曾任第九屆民主進步黨臺北市議員，於2014年至2022年擔任台北市政府民政局長；而次子黃向羣在2006年臺北市議員選舉中當選，2010年連任失利後於2014年回任，但2018年黨內初選落馬而淡出政壇。其女兒黃心儀則在2004年10月底因憂鬱症自盡身亡。